# Шериф Мекки

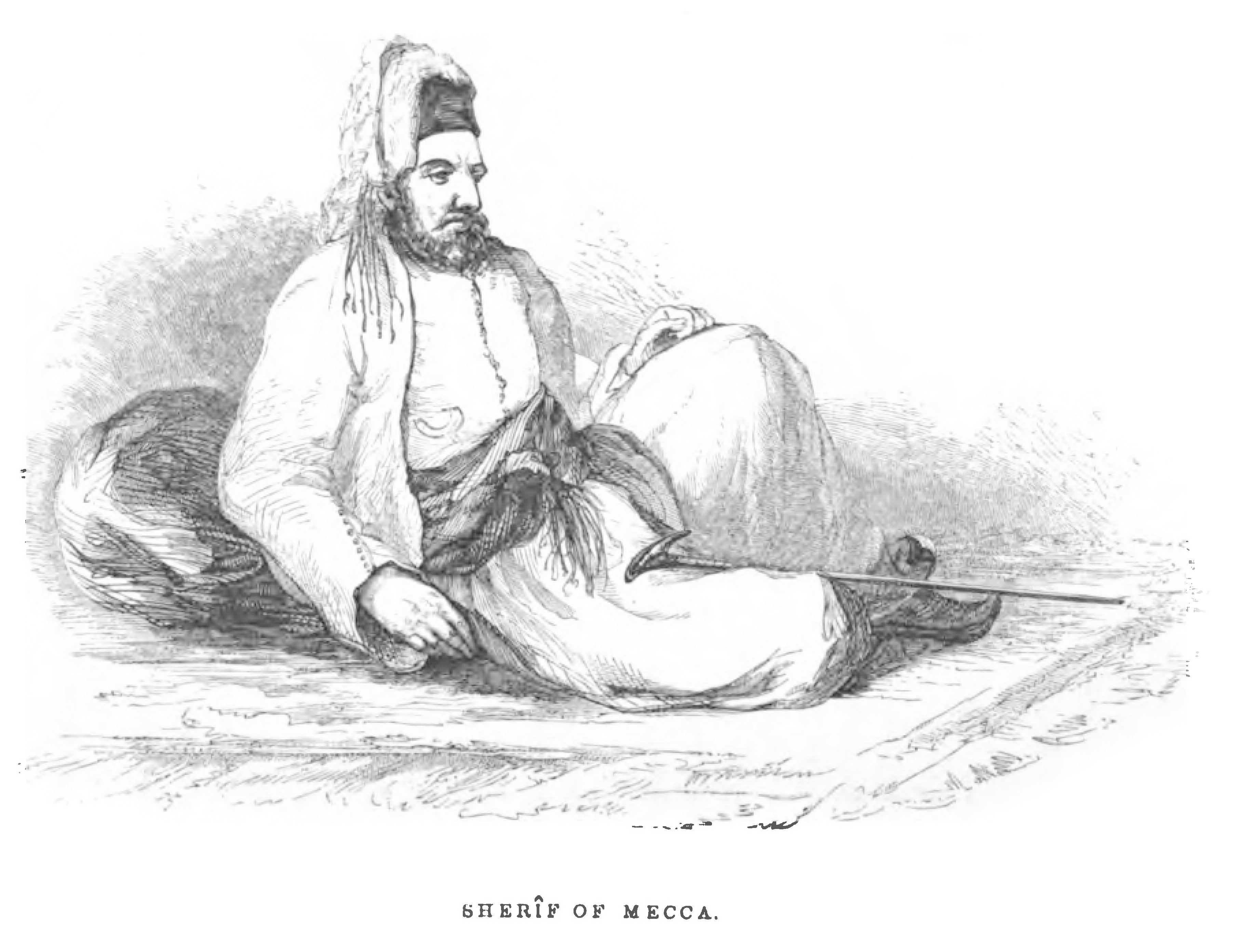
Шериф Мекки Мухаммад ибн Абдул-Мумин (1821—1845).

Шериф Мекки (араб. شريف مكة‎) или шериф Хиджаза (араб. شريف الحجاز‎) — титул лидера Мекканского шарифата, традиционные хранители двух священных городов Мекки и Медины. Термин шариф в арабском означает «благородный» и используется в отношении потомков пророка Мухаммеда от его внука Хасана ибн Али. В обязанности шерифа входила защита городов и их окрестностей, обеспечение безопасности паломников, совершающих хадж. Эмир Мекки назначался османским султаном и был вторым по значимости религиозным авторитетом после султана-халифа.

## История

Флаг Королевства Хиджаз.

Начало правлением Мекканского шарифата восходит к концу эпохи Аббасидов. С 1201 года шарифатом управляли члены семьи Хашимитов, которые продолжали удерживать власть при Айюбидах, мамлюках и т. д. до XX века. В 1517 году шариф Мекки признал власть османского халифа, но сохранил некоторые полномочия. Во времена Османской империи Шарифат расширил свои границы на север (включая Медину), на юг (до границ с Асиром), и регулярно совершал рейды в центральную Аравию (Неджд).
Шарифат прекратил своё существование вскоре после правления Хусейна ибн Али, правившего с 1908 года. В 1916 году арабы восстали против османского владычества и в 1923 году, Хусейн ибн Али объявил себя халифом. Британцы предоставили контроль над вновь образованными государствами (Ирак и Трансиордания) его сыновьям Фейсалу и Абдуллаху. В 1924 году Хусейн отказался от своего титула в пользу своего старшего сына, Али ибн Хусейна, который должен был стать последним шерифом Мекки. В конце 1925 года Абдул-Азиз ибн Сауд завоевал Хиджаз и изгнал Хашимитов. С этого времени священными городами правит Саудовская династия.

## Шарифы Мекки
- 1752—1759 Мусаид ибн Саид
- 1759—1759 Джафар ибн Саид
- 1759—1770 Мусаид ибн Саид (повторно)
- 1770—1770 Абдаллах ибн Саид
- 1770—1770 Ахмад ибн Саид
- 1770—1770 Абдаллах ибн Хусейн аль-Баракати
- 1770—1773 Ахмад ибн Саид (повторно)
- 1773—1788 Сурур ибн Мусаид
- 1788—1788 Абд аль-Муин ибн Мусаид
- 1788—1803 Халиб ибн Мусаид
- 1803—1803 Абд аль-Муин ибн Мусаид (повторно)
- 1803—1813 Халиб ибн Мусаид (повторно)
- 1813—1827 Яхья ибн Сурур
- 1827—1827 Абд аль-Мутталиб ибн Галиб
- 1827—1856 Мухаммад ибн Абд аль-Муин
- 1856—1858 Абд аль-Мутталиб ибн Галиб (повторно)
- 1858—1877 Абд Аллах-паша ибн Мухаммад
- 1877—1880 Хусейн ибн Мухаммад
- 1880—1882 Абд аль-Мутталиб ибн Галиб (повторно)
- 1882—1882 Абд аль-Илах Паша
- 1882—1905 Аун ар-Рафик-паша
- 1905—1908 Али-паша ибн Абдаллах
- 1908—1908 Абд аль-Илах Паша (повторно)
- 1908—1916 Али ибн Хусейн
- 1916—1917 Али Хайдар-паша
- 1916—1924 Хусейн ибн Али аль-Хашими (король Хиджаза)
- 1924—1925 Али ибн Хусейн (король Хиджаза)